# Walter Schartner
Walter Schartner (* 3. Dezember 1894 in Berlin; † 24. Mai 1970 in Köln) war ein deutscher Dirigent, Komponist und Hochschullehrer. 1946 wurde er in Halle zum Generalmusikdirektor ernannt und leitete als solcher das Orchester des Opernhauses. 1949/50 war er Chefdirigent des Landes-Volksorchesters Sachsen-Anhalt.

## Leben
Walter Schartner wurde 1894 in Berlin geboren. Dort besuchte er das Sternsche Konservatorium, wo Leo Blech sein wichtigster Lehrer war. Auf eine erste Kapellmeisterstelle in Königsberg i.Pr. folgten Stationen in Münster und Bremerhaven. 1926 leitete er in Bremerhaven Hans Rudolf Waldburgs Inszenierung von Händels Oper Rodelinda. Von 1928 bis 1944 war er in Görlitz tätig. 1928 wurde er musikalischer Oberleiter des Theaters, 1930 übernahm er die Sinfoniekonzerte.
1945 wurde Schartner als Direktor an die Hochschule für Musik in Dresden berufen. Gastdirigate führten ihn u. a. an die Staatsoper und die Philharmonie in Dresden. Nach einem Gastdirigat in Halle 1946 erhielt er auf Vorschlag des Theaterausschusses durch den Oberbürgermeister der Stadt Halle, Karl Pretzsch, seine Ernennung zum Städtischen Musikdirektor. Im Juni 1946 dirigierte er im Volkspark in Halle sein erstes Sinfoniekonzert. Nach einem Vorschlag Pretzschs ernannte ihn der Präsident der sächsischen Provinzialverwaltung, Erhard Hübener, im September 1946 zum Generalmusikdirektor.
In Halle trat er auch als Komponist hervor.  So wurde seine Bearbeitung der Lustigen Weiber von Windsor 1945/46 dort aufgeführt.  Seine Oper Und Pippa tanzt! nach einem gleichnamigen Stück von Gerhart Hauptmann wurde am 13. Juni 1948 im Landestheater uraufgeführt.  (Musikalische Leitung: Walter Schartner, Inszenierung: Sigurd Baller, Bühne: Paul Pilowski, Pippa: Anny Schlemm, Der alte Huhn: Gerhard Frei, Hellriegel: Heinz Sauerbaum, Anton: Fritz Schlemm).  1948 dirigierte er am Thalia Theater die Premiere von Händels Serse.  Die Inszenierung übernahm wieder Sigurd Baller.
Außerdem leitete Schartner an der Staatlichen Hochschule für Theater und Musik Halle die Opernabteilung. Im April 1949 erklärte der Minister für Volksbildung, Kunst und Wissenschaft, Richard Schallock, dass sein Vertrag als Generalmusikdirektor nicht verlängert werden würde. Dennoch wurde er 1949/50 zum künstlerischen Leiter des Landes-Volksorchesters Sachsen-Anhalt bestimmt.
1950 erhielt er einen Ruf an die Hochschule für Theater und Musik Weimar. 1950/51 war er Dirigent des Loh-Orchesters Sondershausen. Danach war er als Dirigent beim Berliner Rundfunk tätig. 1951 legte er mit de Chor und dem Orchester des Berliner Rundfunks der DDR die Opern-Gesamtaufnahme Regina von Albert Lortzing vor. Später war er 1. Kapellmeister und Musikalischer Oberleiter der Freilichtbühne Rehberge in West-Berlin.
Schartner war in vierter Ehe bis zu seinem Tod mit der Komponistin, Pianistin, Texterin und Chanson-Interpretin Jeanette Chéro (1927–2023, geb. Roscher, bürgerlicher Name Christiane Schartner) verheiratet.  Sein Grab befindet sich auf dem Friedhof in Kürten-Bechen bei Köln.